# União Batista da Grã-Bretanha
A União Batista da Grã-Bretanha (em inglês:  Baptist Union of Great Britain) é uma associação cristã evangélica de Igrejas batistas em Grã-Bretanha. Ela é afiliada à Aliança Batista Mundial e Churches Together in England. A sede está localizada em Didcot.

## História

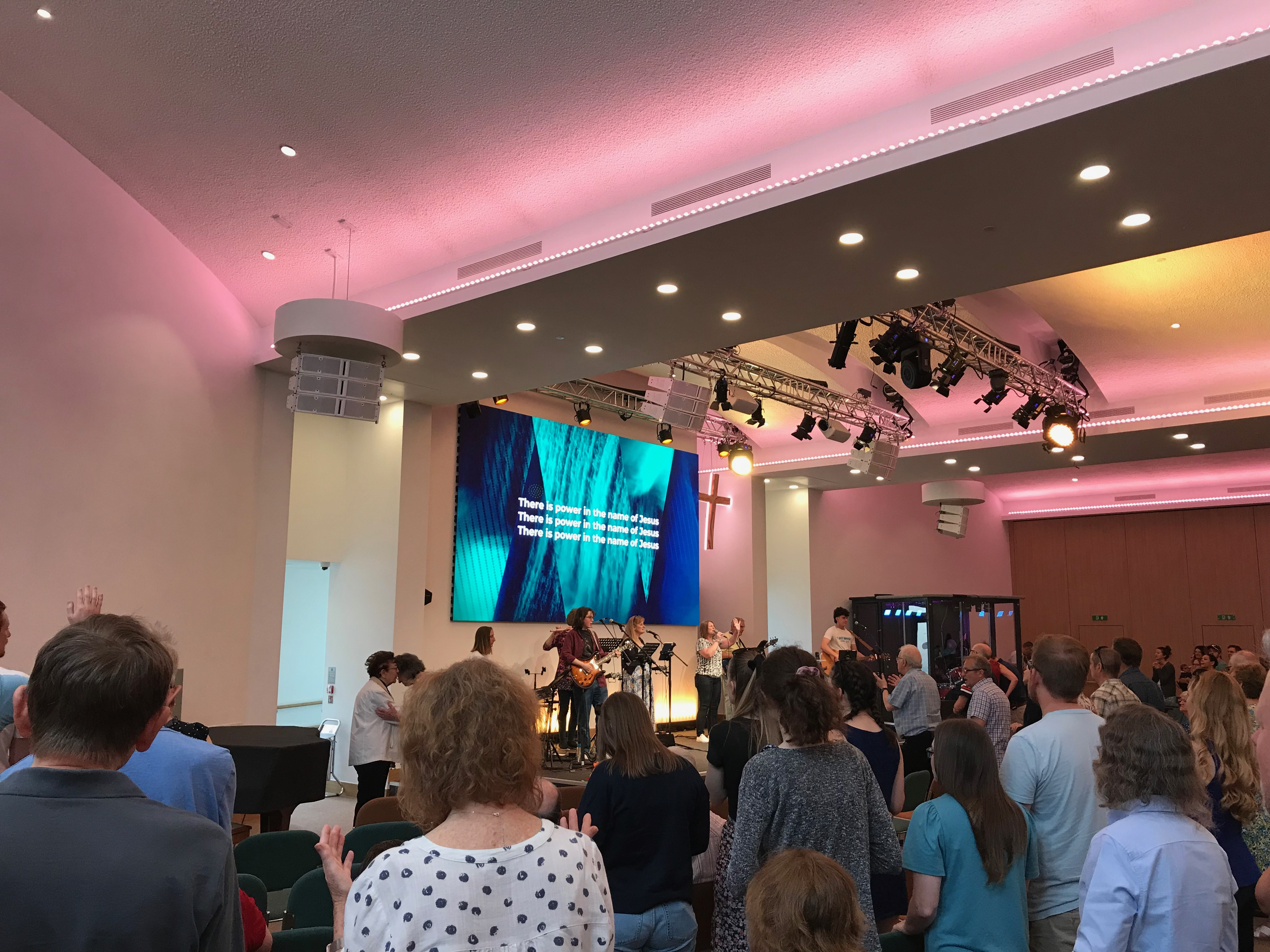
Serviço na Igreja Batista de Gold Hill, perto de Londres.

A União foi fundada por 45 igrejas Batistas Reformadas em 1813 em Londres. Em 1832, foi reorganizada para incluir a New Connection General Baptist Association (Igrejas Batistas Gerais) como parceira. Em 1891, as duas associações se fundiram para formar uma única organização. Em 1856, Charles Spurgeon fundou o Pastors'College (rebatizado Colégio Spurgeon em 1923) em Londres para treinar pastores da união. Em 1922, Edith Gates tornou-se a primeira mulher pastora ordenada na Convenção. De acordo com um censo da associação, em 2023 ela disse que tinha 1,897 igrejas e 99,475 membros.

## Organização missionária
A União é parceira da Missão mundial da BMS, uma organização missionária.

## Escolas

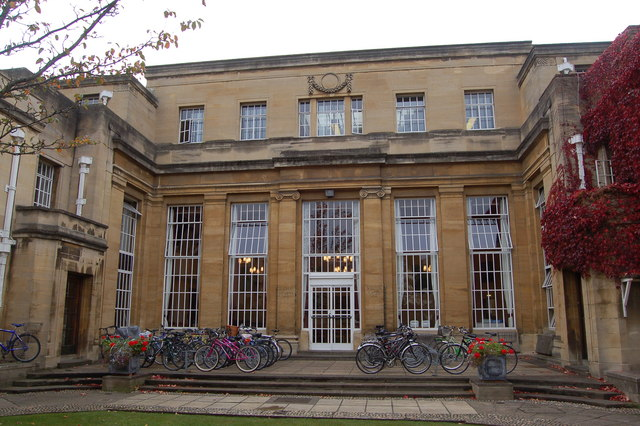
Colégio Regent's Park em Oxford.

A União é parceira de 4 seminários teológicos, nomeadamente Faculdade Batista de Gales do Sul, Faculdade Batista do Norte, Faculdade Batista de Bristol e Colégio Spurgeon, e uma faculdade universitária, Colégio Regent's Park.